# Ofensiva de Daraa (junio-julio de 2015)
 La ofensiva Daraa (junio-julio 2015) ("Operación Tormenta del Sur" o "Aasefat al-Janoub") fue una operación rebelde en la Gobernación de Daraa, durante la Guerra Civil Siria.  Fue dirigido por el Frente Sur del Ejército Libre de Siria y también se incluye el ejército de conquista "sector sur", de los cuales el  Frente al-Nusra y Ahrar al-Sham eran parte, contra el ejército sirio que defendía la ciudad de Daraa y las ciudades vecinas.

## La ofensiva

### Repulsión de asalto inicial
Antes del 25 de junio de 2015, la administración del gobierno sirio había sido evacuada de Daraa de la misma manera que antes de la Segunda Batalla de Idlib , y el comando rebelde de la Tormenta del Sur declaró a la carretera Damasco-Daraa una "zona militar cerrada" para intentar detener los suministros y refuerzos que llegaban a los soldados en Daraa.
La ofensiva, que fue planeada por el Ejército Sirio Libre e involucró una nueva "sala de operaciones central superior", comenzó con la FSA y otros grupos rebeldes (54 en total) asaltando el Distrito Dara'a Al-Balad y El distrito de Al-Manasheer de la ciudad de Daraa temprano en la mañana.  Los rebeldes también atacaron la ciudad de Ghazleh.  El ejército sirio respondió lanzando al menos 60 bombas de barril en las posiciones rebeldes.   Los rebeldes avanzaron hacia la entrada occidental de Daraa y capturaron cinco puntos de control cerca del hospital nacional y el edificio de inteligencia de la Fuerza Aérea , pero, según informes, fueron rechazados por las fuerzas gubernamentales alrededor de Dara'a Al-Balad y Al-Manasheer. . Según informes, el ataque rebelde a la carretera Damasco-Daraa también fue rechazado.
Mohammed al-Asfar, un camarógrafo de  Al Jazeera , fue asesinado durante los combates el 26 de junio.  En este punto, los activistas de la oposición afirmaron que las fuerzas rebeldes habían hecho avances adicionales, capturando la sede de la Seguridad del Estado y la rama de Inteligencia de la Fuerza Aérea, que supuestamente los dejaba en control del 85% de la ciudad de Daraa.  Sin embargo, dos días después, Al-Masdar News informó que los rebeldes lograron cierto éxito en la ciudad de 'Itman, al norte de la ciudad, y dentro del Distrito Industrial,aunque muchos de estos avances se habían revertido.  Además, días después, un comandante que era miembro de la oficina de medios rebeldes confirmó que los medios de la oposición habían exagerado las ganancias de los rebeldes y describió el anuncio de que se habían capturado amplias zonas de Daraa, así como la llegada de la batalla días antes de su lanzamiento, como "caos mediático y publicación [de] noticias inexactas" que la sala de operaciones de la ofensiva no pudo contener.
El 27 de junio, la sala de operaciones de la batalla de la "Tormenta del Sur" fue atacada por pistoleros islamistas, lo que provocó varias heridas y el retiro de las facciones rebeldes atacadas del campo de batalla.   El hecho de que las tropas gubernamentales lograron repeler el gran asalto de los rebeldes a la capital de la provincia tuvo un marcado contraste con una serie de reveses que habían sufrido en los meses anteriores.

### Interludio

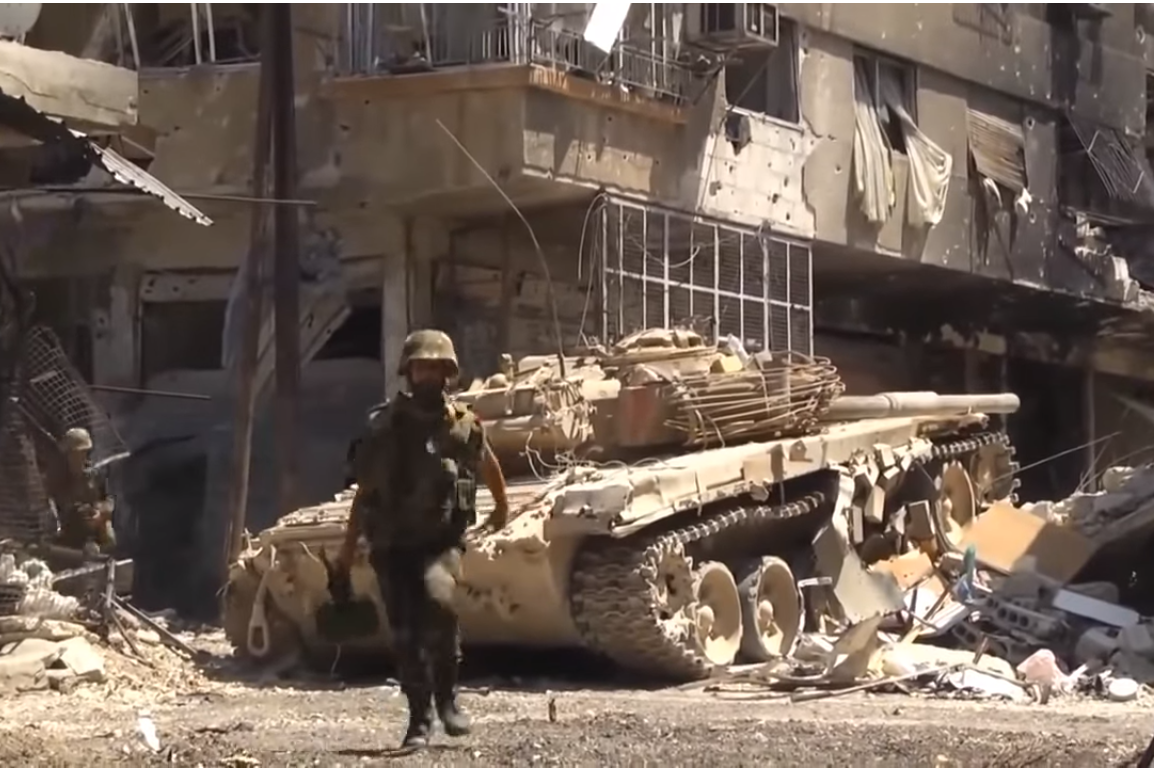
Patrulla del ejército sirio en Daraa

Hasta el 2 de julio, los rebeldes no habían logrado ningún progreso significativo.  Se informó de enfrentamientos en las afueras de Itman, en un intento de cortar la ruta de suministro del Ejército Sirio, con la Fuerza Aérea realizando ataques aéreos y la carretera Damasco-Daraa aún en manos del Ejército Sirio.  Al día siguiente, se informó que la falta de avances se debió a que la coordinación entre el Frente Sur y el Ejército de la Conquista en el área se vio obstaculizada por la falta de cohesión.  Esto se debió a que el Primer Ejército de la FSA se negó a alinearse con el Frente al-Nusra.  El portavoz del Frente Sur declaró que intentaron excluir a al-Nusra de la ofensiva, lo que a su vez causó que al-Nusra respondiera causando problemas.

### Intento de renovación de la ofensiva
El 8 de julio, los rebeldes habrían renovado su ofensiva.  Sin embargo, hasta el 10 de julio, los rebeldes no habían logrado avanzar mucho frente a la dura resistencia del Ejército, respaldada por fuertes ataques aéreos en las posiciones rebeldes.

## Secuelas
El 13 de agosto, los rebeldes tomaron la colina Tal Za'tar, cerca de los suburbios occidentales de la ciudad, pero, según informes, el Ejército la recapturó al día siguiente.